# Калачёв, Аркадий Иванович
Аркадий Иванович Калачёв (1821—?) — русский военный деятель, генерал от артиллерии (1895).

## Биография
В службу вступил в 1840 году, в 1843 году после окончания Михайловского артиллерийского училища  произведён в прапорщики гвардейской артиллерии. В 1848 году произведён в  подпоручики, в 1849 году  в поручики.
В 1852 году после окончания Михайловской артиллерийской академии по 1-му разряду произведён  в штабс-капитаны. В 1853 году произведён в капитаны. С 1854 года командир 1-й батареи 1-й сводной бригады гвардейской пешей артиллерии.
В 1855 году произведён в полковники. С 1858 года командир 4-й батареи Лейб-гвардии 2-й артиллерийской бригады. С 1863 года командир 16-й артиллерийской бригады. В 1866 году произведён в генерал-майоры. С 1869 года помощник начальника артиллерии, с 1879 по 1895  годы начальник артиллерии  Виленского военного округа. С 1876 года начальник артиллерии 9-го армейского корпуса. В 1877 году произведён в генерал-лейтенанты, участник Русско-турецкой войны. С 1878 года начальник артиллерии оккупационных войск в Болгарии.
В 1895 году произведён в генералы от артиллерии. Был награждён всеми орденами вплоть до ордена  Святого Александра Невского с бриллиантовыми знаками  пожалованные ему 30 августа 1890 года.